# Toni Moral
Antonio Moral Segura (Tarrasa, Barcelona, 29 de agosto de 1981) es un exfutbolista español. Jugaba de centrocampista y su último equipo fue el Hatta Club de la UAE Pro League.

## Trayectoria
Comenzó su carrera en 2001 en el Barcelona C, para al año siguiente vestir la camiseta del Real Madrid B durante dos campañas. Tras su paso por sendas categorías inferiores, juega en el Celta un año, otro en el Tenerife, recalando en el Deportivo Alavés en 2006.
En la 2006-2007, jugó de inicio 30 de los 37 partidos que disputó. Anotó otros cinco goles, pero también vio 15 amonestaciones. En el Tenerife jugó 32 partidos, 30 como titular, y volvió a marcar cinco goles; se fue antes de tiempo a los vestuarios en dos ocasiones. Por último, en el Celta disputó sólo seis partidos (todos como titular) anotando un gol en los 401 minutos que jugó.
El 18 de diciembre de 2008 el Racing de Santander le ficha para las tres próximas temporadas y media.
Debutó en Primera división con el Racing de Santander el 4 de enero de 2009 en el partido frente al Real Valladolid en el Estadio José Zorrilla sustituyendo a Jonathan Pereira en el minuto 63.
Marcó su primer gol en Primera División con la camiseta racinguista el 31 de mayo de 2009, en el último partido de la temporada 2008/2009 frente al Getafe CF en el El Sardinero.
El 19 de agosto de 2010 rescinde su contrato con el Racing de Santander quedando libre y fichando por el Fútbol Club Cartagena de la Segunda División de España.
En su primer año con el FC Cartagena, temporada 2010/2011, lucha por meterse en la fase de ascenso a Primera División, meta que finalmente no se consigue al realizar un último tercio de liga bastante irregular. Toni Moral contribuyó decisivamente a que el equipo estuviera durante casi toda la temporada en puestos de play off. Toni Moral marca 6 goles en 37 partidos esa temporada, mostrando un gran nivel.
Su segunda temporada, la 2011/2012 parte como titular indiscutible y con el objetivo del ascenso a Primera de nuevo en el horizonte. A pesar de ello, un mal inicio de campaña hace que cambien los objetivos y se pase a luchar por la permanencia en Segunda División. Toni Moral es de los pocos jugadores que muestra un nivel aceptable pero no evita que a falta de dos jornadas se consume el descenso de la plantilla más cara en las 18 temporadas que el fútbol cartagenero disputó hasta la fecha en Segunda División (15 con el Cartagena FC y 3 con el FC Cartagena). Finaliza la temporada con 32 partidos disputados y 3 goles.
El 23 de julio de 2012, ficha por el Girona FC.
El 12 de julio de 2013, ficha por el Fútbol Club Platanias.

## Clubes
| Club                  | País                   | Temporada | Encuentros disputados | Goles |
| --------------------- | ---------------------- | --------- | --------------------- | ----- |
| FC Barcelona "C"      | España                 | 2001-2002 |                       |       |
| Real Madrid "B"       | España                 | 2002-2003 | 34                    | 4     |
| Real Madrid "B"       | España                 | 2003-2004 | 24                    | 2     |
| Celta de Vigo "B"     | España                 | 2004-2005 | 28                    | 9     |
| Celta de Vigo         | España                 | 2004-2005 | 6                     | 1     |
| CD Tenerife           | España                 | 2005-2006 | 32                    | 5     |
| Alavés                | España                 | 2006-2007 | 38                    | 5     |
| Alavés                | España                 | 2007-2008 | 38                    | 5     |
| Alavés                | España                 | 2008-2009 | 16                    | 2     |
| Racing de Santander   | España                 | 2008-2009 | 18                    | 1     |
| Racing de Santander   | España                 | 2009-2010 | 18                    | 1     |
| Fútbol Club Cartagena | España                 | 2010-2011 | 37                    | 6     |
| FC Cartagena          | España                 | 2011-2012 | 32                    | 3     |
| Girona FC             | España                 | 2012-2013 | 16                    | 3     |
| FC Platanias          | Grecia                 | 2013      |                       |       |
| Ittihad Kalba         | Emiratos Árabes Unidos | 2013-2014 |                       |       |
| Hatta Club            | Emiratos Árabes Unidos | 2014-2015 |                       |       |

Actualizado a 16 de octubre de 2016.